# Томинский (Верхнеуральский район)
Томинский — посёлок в Верхнеуральском районе Челябинской области России. Входит в состав Петропавловского сельского поселения.

## История
В 1963 г. решением исполнительного комитета Челябинского (сельского) областного совета депутатов трудящихся зарегистрирован населенный пункт при Томинском отделении Петропавловского совхоза посёлок Томинский.

## Население
| 2002 | 2010 |
| ---- | ---- |
| 240  | ↘164 |